# Sport à Liège
À Liège, le sport occupe une place importante puisque cette ville qui compte une population de 197 013 habitants est, comme dans le reste du pays, principalement rythmée par le football.
Pendant longtemps le football liégeois fut dominé par deux clubs, les rouge et blanc du Standard de Liège et les sang et marine du Football Club Liégeois mais après d'importants problèmes financiers ce dernier disparut du milieu professionnel et le Standard de Liège domine depuis le football liégeois, wallon, faisant partie des grands de Belgique et est une valeur sûre pour représenter la cité principautaire en Europe et ce tant chez les hommes que chez les femmes où depuis de nombreuses années, la section féminine domine le football belge féminin.
D'autres formations, dans d'autres sports, s'illustrent également comme le Liège Basket et les Liège Panthers en basket-ball, les Bulldogs de Liège en hockey-sur-glace, la section rugby du RFC Liège ou encore les Liège Monarchs en football américain.
Il est important de mentionner que d'importants évènements sportifs se déroulent dans la cité ardente comme la doyenne des classiques, Liège-Bastogne-Liège en cyclisme ou encore le Meeting International de la Province de Liège en athlétisme.

## Principaux clubs de Liège
Les clubs cités évoluent au plus haut niveau de leur sport, soit en division 1.
| Club                                | Sport              | Fondé en | Stade                             |
| ----------------------------------- | ------------------ | -------- | --------------------------------- |
| Principaux clubs                    |                    |          |                                   |
| RFC Liège Athlétisme                | Athlétisme         | 1922     | Naimette-Xhovémont                |
| Liège Basket                        | Basket-ball        | 1967     | Country Hall                      |
| Liège Panthers                      | Basket-ball        | 2014     | Salle du Bois de Saint-jean       |
| Standard de Liège                   | Football           | 1898     | Stade Maurice Dufrasne            |
| Standard de Liège                   | Football           | 1971     | Académie Robert Louis-Dreyfus     |
| RFC Liège                           | Football           | 1892     | Stade de Rocourt                  |
| Bulldogs de Liège                   | hockey sur glace   | 1997     | Patinoire de Liège                |
| Old Club de Liège Hockey            | hockey sur gazon   | 1984     | Rocourt                           |
| RFC Liégeois Rugby                  | Rugby à XV         | 1958     | Complexe de Naimette-Xhovémont    |
| Liège Monarchs                      | Football américain | 2008     | Plaine des sports de Cointe       |
| Principaux clubs de l’agglomération |                    |          |                                   |
| Seraing Athlétisme                  | Athlétisme         | ?        | Seraing - Piste Philippe Wathelet |
| RFC Seraing                         | Football           | 1922     | Seraing - Stade du Pairay         |
| HC Visé BM                          | Handball           | 1954     | Visé - Hall omnisports de Visé    |
| Fémina Visé                         | Handball           | 1986     | Visé - Hall omnisports de Visé    |
| Coq mosan                           | rugby              | 1967     | Dalhem - Longchamps               |
| RRC Visé                            | rugby              | 1970     | Visé - Stade de la Cité de l'Oie  |
| Principaux clubs liégeois disparus  |                    |          |                                   |
| Club                                | Sport              | Fondé en | Disparu en                        |
| Standard BC de Liège                | Basket-ball        | 50'-60'  | 1985                              |
| Cercle des patineurs liégeois       | hockey sur glace   | 1939     | 1988                              |
| HC Herstal-Liège                    | handball           | 1992     | 2001                              |

### Clubs omnisports
Le Royal Football Club de Liège et le Standard de Liège sont les principaux clubs omnisports, largement connus pour leurs sections football (voir Royal Football Club de Liège et Standard de Liège) et la rivalité historique entre eux (voir Derby de Liège).
Mais ces deux clubs ont ouvert au fil des années plusieurs sections, cinq pour le club de Liège (athlétisme, football, rugby, tennis, hockey-sur-gazon) et six pour le Standard (football, football féminin, basket-ball, tennis, rugby, hockey sur gazon).
- Royal Football Club de Liège: Club de football fondé 1892, il obtient le matricule 4, soit le plus vieux club wallons, il remporte la première éditions du championnat de Belgique, ainsi que la troisième et la quatrième.

Alors qu'en 1922, le FC Liège se trouve en Promotion (D2), le club de football passe au club omnisports puisque deux autres sections sont créées, la section athlétisme, et la section hockey sur gazon, qui n'est en fait que l'absorption du Hockey Club Liégeois fondé en 1911, celui devenant une section du Football Club liégeois.
L'année d'après, une quatrième section apparaît, la section tennis qui est un des plus anciens clubs de tennis de Liège.
Par la suite, alors que la section football réussit à revenir dans l'élite en 1945 grâce à deux montées successives, la section hockey prend son indépendance et reprend son nom d'origine à savoir Hockey Club Liégeois, qui intégra tout de même un autre club omnisports en 1956, le Standard de Liège, et est alors connu sous le noms de Royal Standard Hockey Club.
Deux ans plus tard, alors que le club est réduit à trois sections, une nouvelle section voit le jour, une section rugby à l'initiative de Jean-Marie Burlet, comme la section football, le Royal Football Club liégeois rugby a la spécificité d'être le club de rugby, le plus ancien de Wallonie.
Mais avoir une section en hockey sur gazon manque aux adeptes des sangs et marines, c'est pour cela qu'en 1968, des membres du RFCL TC décide de recréer le RFCL Hockey Club qui prend le nom de Li Torè à la demande du RFCL, référence à la célèbre sculpture Li Tore, mais la section déménage de Rocourt pour aller à Wihogne.
C'est alors qu'en 1984, une dizaine de jeunes quittèrent Li Torè, qui disparu par la suite, pour créer à Rocourt le nouveau « RFCL Hockey Club », appelé « Old Club de Liège Hockey », l'actuel section de Hockey-sur-gazon du club.
Aujourd'hui, en 2015, la section tennis, hockey sur gazon et depuis peu football évolue à Rocourt, sur les terres mythiques du club, celui-ci avait été exilé pendant 20 ans aux quatre coins de l'agglomération et même à Eupen, avant que naissent le projet du Stade de Rocourt et de ses nouvelles infrastructures destinés à la section football.
Alors que la section principale d'athlétisme évolue au Complexe de Naimette-Xhovémont, et que la section rugby évolue quant à elle au Complexe de Naimette-Xhovémont et à Seraing près du Bois de l'Abbaye, en attendant la fin des travaux d'un deuxième terrain.
- Standard de Liège: Club de football fondé 1898, le Standard fonda plusieurs autres section, en rugby, hockey sur gazon, basket-ball ou encore tennis.

Deux des sections se distinguaient dans leur sport respectif, la section football et la section basket qui trustèrent les titres nationaux.
Mais, après l'Affaire Standard-Waterschei, soit en 1985, la direction du Standard de Liège met un terme à ses sections sauf sa section football qui vit alors les moments les plus sombres de son existence.
Mais ce n'est rien en comparaison avec les autres sections, les sections basket-ball et hockey-sur-gazon furent expulsées du site du Sart Tilman qui appartenait alors aux Standard.
Les sections rugby et Tennis sont gérées de manière autonome et bien que « Standard » se trouve toujours dans le nom de ces deux clubs, ils n'ont plus rien à voir avec le Standard de Liège.
Alors que la section basket s'exile à Andenne dans la Province de Namur, et prend le nom d' Andenne Basket, la section hockey-sur-gazon va tout simplement disparaître et d'anciens joueurs de cette section vont créer un nouveau club, Embourg Hockey Club.
Ainsi à partir de 1985, le club n'a plus qu'une section, le football et est donc défait de son statut de club omnisports mais en 2012, le club crée une nouvelle section en football féminin en absorbant le Standard Fémina de Liège.

#### Liste des clubs omnisports
- Royal Football Club de Liège: Royal Football Club de Liège Athlétisme (athlétisme), Royal Football Club de Liège (football), Royal Football Club liégeois rugby (rugby), Old Club de Liège Hockey (hockey sur gazon), Royal Football Club liégeois Tennis Club (tennis)
- Royal Standard de Liège: Standard basket club de Liège (basket-ball), Standard rugby club Chaudfontaine (rugby), Standard Tennis Club (tennis), Standard de Liège (hockey sur glace)
- Royal Club Sportif Jeunesse de Grivegnée: Jeunesse Sportive Grivegnée (basket-ball), Royal Club Sportif Jeunesse de Grivegnée (football), Jeunesse Sportive Grivegnée (handball)

## Sportifs célèbres
- Jean-Paul Bruwier (athlétisme)
- Axel Hervelle (basket-ball)
- Dimitri Lauwers (basket-ball)
- Jacques Stas (basket-ball)
- Joseph Cornelis (boxe)
- Jean Delarge (boxe)
- Ermano Fegatilli (boxe)
- Stéphane Jamoye (boxe)
- Philippe Gilbert (cyclisme)
- François Neuville (cyclisme)
- Christophe Brandt (cyclisme)
- Joseph Bruyère (cyclisme)
- Éric Deflandre (football)
- Michel Prud'homme (football)
- Zakaria Bakkali (football)
- Gianni Bruno (football)
- Guillaume Gillet (football)
- Jonathan Legear (football)
- Jean Capelle (football)
- Roger Henrotay (football)
- Jean Nicolay (football)
- Roger Claessen (football)
- Robert Waseige (football)
- Axel Witsel (football)
- Jean-François Gillet (football)
- Sébastien Pocognoli (football)
- Régis Genaux (football)
- Christian Piot (football)
- Nacer Chadli (football)
- Kevin Mirallas (football)
- Gilbert Bodart (football)
- Jean-François Gillet (football)
- Philippe Léonard (football)
- Jean Mossoux (handball)
- Richard Lespagnard (handball)
- Lido Agnelli (handball)
- Marcel Dewar (handball)
- Thomas Cauwenberghs (handball)
- Eric Vreven (handball)
- Thomas Bolaers (handball)
- Nathan Bolaers (handball)
- Christophe Bourlet (handball)
- Max Fortemps (handball)
- Maureen Racz (handball)
- Frédéric Georgery (judo)
- Nicole Flagothier (judo)
- Charline Van Snick (judo)
- Constant le Marin (lutte)
- Sébastien Xhrouet (natation)
- Isabelle Arnould (natation)
- Yoris Grandjean (natation)
- Justine Henin (tennis)
- David Goffin (tennis)
- Steve Darcis (tennis)
- Philippe Saive (tennis de table)

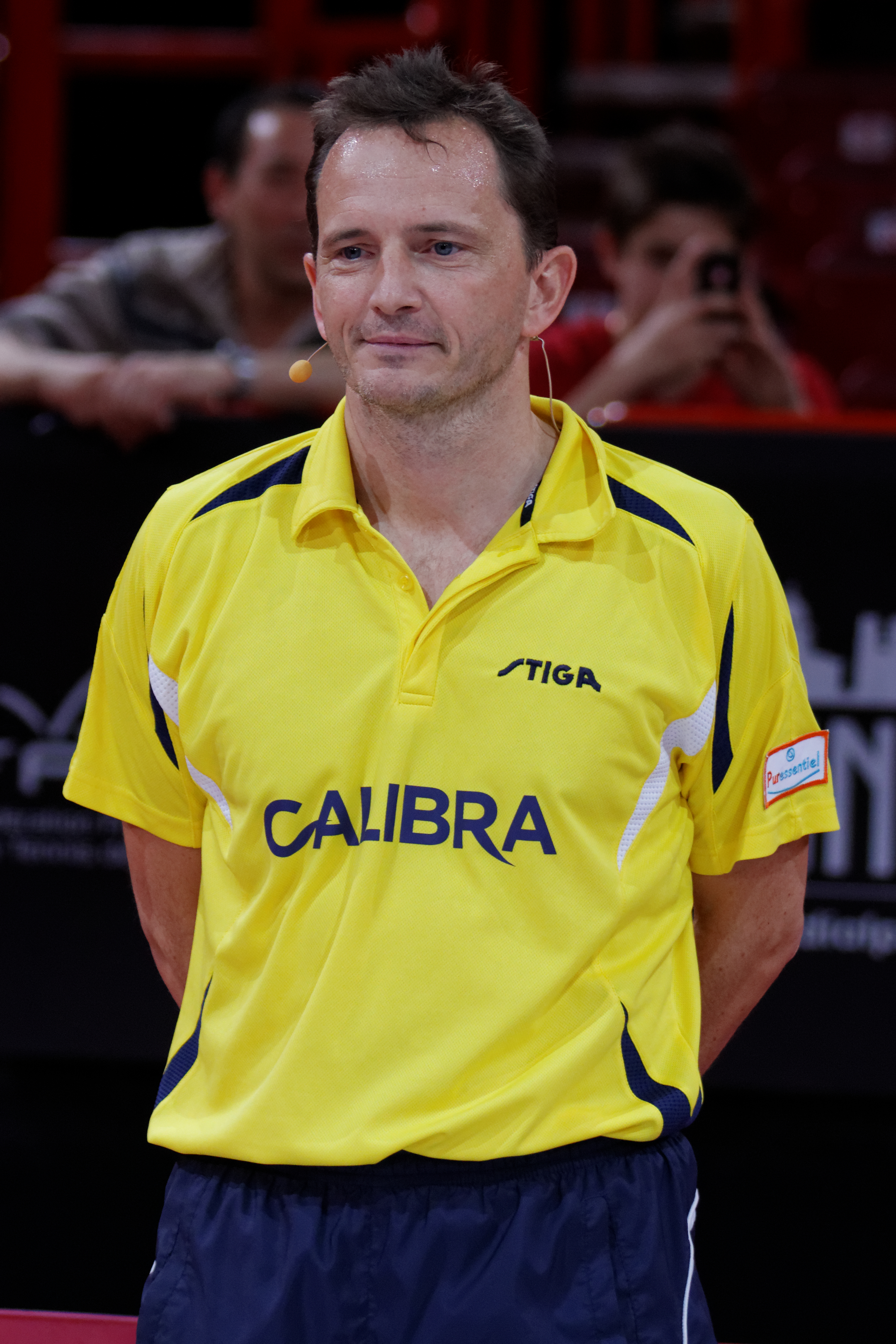
le pongiste Jean-Michel Saive en 2013.

- Jean-Michel Saive (tennis de table)

## Infrastructures
- Stades 
  - Stade Maurice Dufrasne à Sclessin, 30 023 places.
  - Stade de Rocourt à Rocourt, Entre 8 000 à 10 000 places en construction.
  - Complexe de Naimette-Xhovémont à Naimette-Xhovémont, 5 000 places.
  - Terrain de l'Académie Robert Louis-Dreyfus, 800 places.
  - Stade Vélodrome de Rocourt, 40 000 places, démoli en 1997
- Salles
  - Country Hall au Sart Tilman, 5 500 places.
  - Salle du Bois Saint-Jean au Sart Tilman, 1 000 places.
  - Hall omnisports de Bressoux, 500 places[1].
  - Hall omnisports de la Constitution, à Droixhe, 200 places[2].
  - Hall sportif de Sainte-Walburge, 100 places[2].
  - Hall omnisports de Jupille
  - La Salle Toussaint Lejaer
  - Halls omnisports d’Angleur
- Patinoire 
  - Patinoire de Liège à Longdoz, 1 250 places.
- Pistes d’athlétisme 
  - Complexe de Naimette-Xhovémont à Naimette-Xhovémont, 5 000 places.
  - Plaine des sports de Cointe
  - Complexe sportif du Blanc Gravier
- Piscine
  - Piscine de Grivegnée
  - Une nouvelle piscine olympique au centre-ville (quartier de Jonfosse), début des travaux prévus en 2014[3].
- Parcours de golf
  - Golf de Bernalmont, parcours de 9 trous.
  - Royal Golf Club du Sart-Tilman, parcours de 18 trous.

## Événements

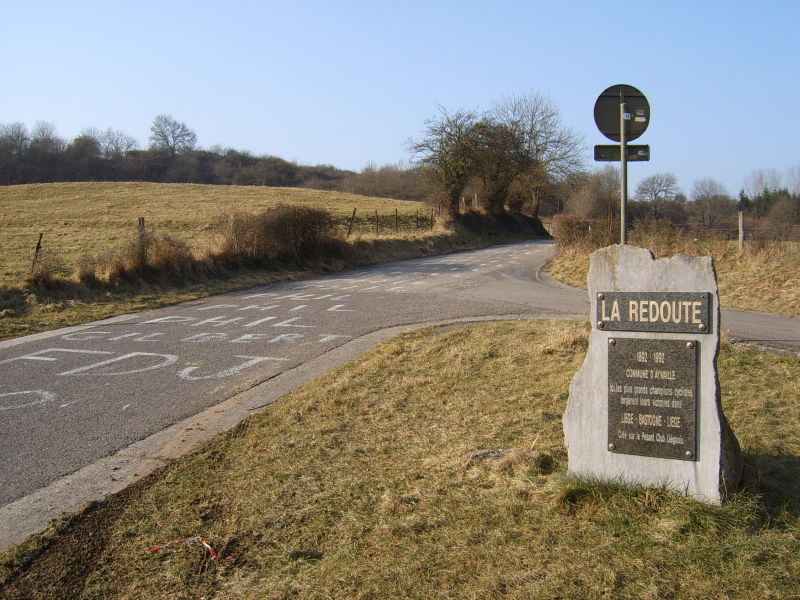
La côte de La Redoute à Aywaille, une des plus grosses difficulté de la doyenne des classiques.

### Événements récurrents
- Liège-Bastogne-Liège: course cycliste, la doyenne des classique.
- Meeting International de la Province de Liège: Meeting d'athlétisme organisé par le RFCL, au Complexe de Naimette-Xhovémont.
- Jumping international de Liège
- Belles courses de Liège
- Le Jogging de Liège, 10 km.
- Liège-Bastogne-Liège espoirs

### Événements occasionnelle
Liège eut la chance d’accueillir les trois grands tour: le Vuelta en 2009, le Giro en 2006, le Tour de France en 2004 et en 2012.
- Championnat international d'escrime 1930
- Championnats d'Europe d'aviron 1930
- Championnats du monde de cyclisme sur route 1930
- Championnats du monde de cyclisme sur piste 1950
- Championnat du monde de hockey sur glace 1952 Championnat B (tous les matchs)
- Championnats du monde de cyclisme sur piste 1957
- Championnats du monde de cyclisme sur piste 1963
- Championnat d'Europe de football 1972 (match pour la troisième place)
- Finale de la Coupe d’Europe des clubs champions 1973 ( Ignis Varèse 71-66  CSKA Moscou)
- Coupe d'Europe des clubs champions d'athlétisme de 1975
- Championnat d'Europe de basket-ball 1977 (tous les matchs)
- Championnat du monde C masculin de handball 1982 (un match de phase de groupe, la petite finale et la finale)
- Supercoupe de Belgique de football 1982 (Standard de Liège 2-3 KSV Waregem)
- Supercoupe de Belgique de football 1983 (Standard de Liège 1-1 (5-4) KSK Beveren)
- Championnats d'Europe de judo 1984
- Finale de la Coupe de Belgique de football 1994
- Championnats de Belgique d'athlétisme 1990
- Championnat d'Europe de football 2000 (trois matchs lors des phases de pools)
- Coupe d'Europe de football de plage 2003 (tous les matchs)
- Prologue du Tour de France 2004
- 1re étape du Tour d'Italie 2006
- Supercoupe de Belgique de football 2008 (Standard de Liège 3-1 RSC Anderlecht)
- Championnats de Belgique d'athlétisme 2008
- Supercoupe de Belgique de football 2009 (Standard de Liège 2-0 KRC Genk)
- 4e étape du Tour d'Espagne 2009
- Championnats de Belgique d'athlétisme 2010
- Supercoupe de Belgique de football féminin 2012
- Prologue du Tour de France 2012
- 1re étape du Tour de France 2012
- 4e étape du Tour de France 2015
- 2e étape du Tour de France 2017

## Sport

### Basket-ball

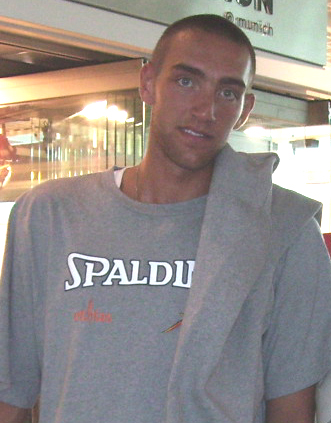
Axel Hervelle, basketeur, il joua avec le RBC Verviers-Pepinster, puis le Real Madrid et joue depuis 2010 avec le CBD Bilbao.Il fut récompensé du titre de Mérites sportifs de la Communauté française

Les clubs liégeois restèrent longtemps dans l'ombre de ce sport dominé longtemps par les clubs bruxellois puis anversois, le premier club liégeois à inscrire son nom aux palmarès des compétitions belges fut le Standard basket club de Liège, section basket du Standard de Liège, puisqu'il décrocha la Coupe de Belgique en 1963 puis remporta son premier titre de champion de Belgique en 1968 et par la suite, se sont quatre autres titres nationaux que le club remporta, deux Coupes de Belgique en 1970 et en 1977 et deux titres de champion de Belgique en 1969 et en 1977.
Mais, après l'Affaire Standard-Waterschei, soit en 1985, la direction du Standard de Liège met un terme à ses sections sauf sa section football, le Standard Basket s'exile à Andenne, près de Namur et est aujourd'hui connut sous le nom d' Andenne Basket.
Il fallut attendre 15 années pour voir en 2000, le club de Fléron Basket Club atteindre l'Ethias League, après avoir fusionné avec les clubs du BC Hannut et de l' Essor Hannut et s'être renommé Liège Basket.
Depuis cette ascension en 2000, le club ne quitta plus le haut niveau du basket belge professionnel et est depuis le nouveau club qui représente la ville de Liège en Belgique mais aussi en Europe puisque la formation joua quelquefois en Coupe d'Europe et remporta également la Coupe de Belgique en 2004.
Mais elle resta dans l'ombre des grands clubs du royaume tels que le BC Telenet Oostende, le Belfius Mons-Hainaut ou encore le Belgacom Spirou Basket de Charleroi.
On peut noter que le derby liégeois se joue face au RBC Verviers-Pepinster.
Au niveau féminin, la cité ardente s'illustra aux débuts du Championnat de Belgique grâce au Fémina Liège qui remporta cinq fois ce fameux titre entre 1936 et 1942.
Par la suite, il fallut attendre 21 ans pour voir un autre club liégeois succéder au Fémina, le Standard basket club de Liège qui remporta six titre de Champion de Belgique entre 1961 et 1968, ainsi que trois Coupe de Belgique.
Puis plus rien, plus aucun club féminin liégeois ne réussit à inscrire son aux palmarès belges.
Après son dernier titre en 1970, le Standard basket club de Liège tomba dans l'oubli et disparu à la suite de l'Affaire Standard-Waterschei en 1985.
Le Fémina Liège fut rétrogradé à l'échelon provincial en 1990, année où l'ISC Flémalle, également pensionnaire au plus haut niveau, disparu.
D'autres formations liégeoise ou de la banlieue liégeoise firent de brèves apparitions comme l'Alliance Flémalle, la JS Grivegnée ou encore le Point Chaud Sprimont.
Ce dernier qui fut racheté en 2014 et devient les Liège Panthers, le nouveau club de basket féminin représentant la ville de Liège qui évolue à la salle du Bois de Saint-jean, situé à côté du Country Hall Ethias Liège.

#### Principaux clubs
- Liège Basket: club professionnel masculin jouant au Country Hall (5 500 places)
- Liège Panthers : club féminin jouant à la salle du Bois Saint-Jean (1 000 places)
- Collège Saint-Louis Basket : Hall omnisports du Collège Saint-Louis[6]
- BC Cointe : Salle Gaston Deckers[7]
- CSJ Chênée : Collège St Joseph-Chénée[8]
- Droixhe BBC : Hall omnisports de la Constitution[9]
- Jesyl Heuskin Chênée : École Victor Heuskin[10]
- RBC Sainte-Walburge : Hall omnisports de Ste Walburge[11]
- Royal Avenir Jupille BC : Hall omnisports des Argilières[12]
- Royal JS Grivegnée : Centre sportif de Grivegnée[13]
- BC Belleflamme : Salle de l'I.E.S.E
- Standard basket club de Liège : disparu en 1985
- Fémina Liège : disparu en 1990

### Palmarès
- 3 titres de champions de Belgique (3 pour le Standard Basket Club de Liège)
- 4 coupes de Belgique (3 pour le Standard Basket Club de Liège et 1 pour Liège Basket)
- 2 super coupes de Belgique (2 pour Liège Basket)

### Événements
- Finale de la Coupe d’Europe des clubs champions où les Italiens du Ignis Varèse sont battus par les Russes du CSKA Moscou, 71 à 66.
- Championnat d'Europe de basket-ball 1977.

### Basketteurs célèbres
- Axel Hervelle
- Dimitri Lauwers
- Jacques Stas
- Julie Allemand

### Cyclisme

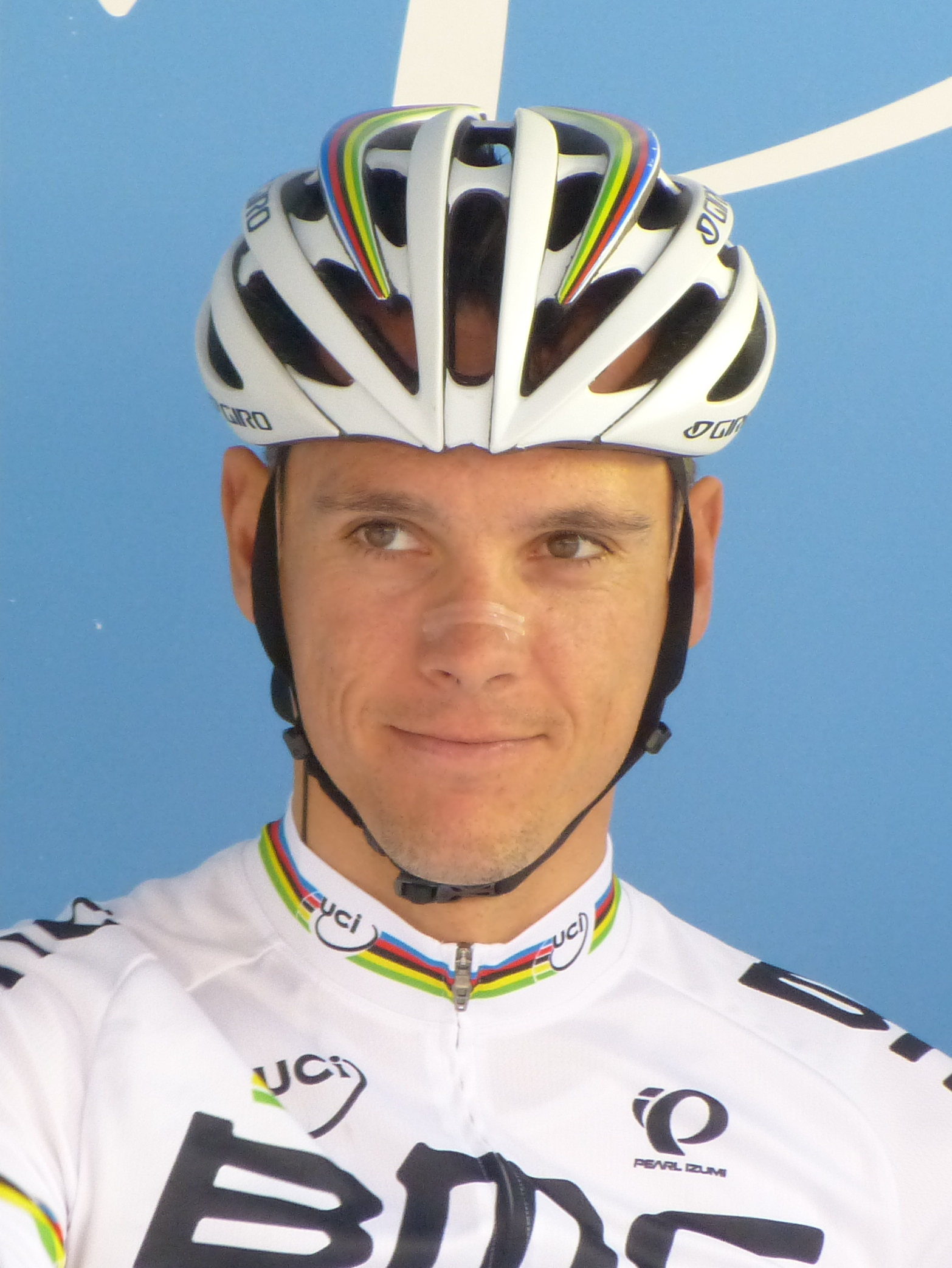
Philippe Gilbert avec le maillot arc-en-ciel.

Le cyclisme est très populaire en Belgique mais sa popularité est bien plus importante dans le nord que dans le sud du payes. Liège est toutefois une des villes les plus importantes pour le cyclisme international. La cité ardente est, en effet, le lieu de départ et d'arrivée d'un des cinq monuments des Classiques cycliste. Liège-Bastogne-Liège. Liège a également la particularité d'être la seule ville au monde à avoir été ville étape des trois grands tour, à savoir, le Vuelta en 2009, le Giro en 2006 et le Tour de France en 2004 et en 2012. 
On peut également nommer quelques importants coureurs wallons tels que Philippe Gilbert, Christophe Brandt, Joseph Bruyère ou encore François Neuville.

#### Courses
- Annuelles
  - Liège-Bastogne-Liège
  - Liège-Bastogne-Liège espoirs
- Occasionnelle
  - Championnats du monde de cyclisme sur route 1930
  - Championnats du monde de cyclisme sur piste 1950
  - Championnats du monde de cyclisme sur piste 1957
  - Championnats du monde de cyclisme sur piste 1963
  - Championnats du monde de cyclisme sur piste 1975
  - Prologue du Tour de France 2004
  - 1re étape du Tour d'Italie 2006
  - 4e étape du Tour d'Espagne 2009
  - Prologue du Tour de France 2012
  - 1re étape du Tour de France 2012
  - 4e étape du Tour de France 2015
  - 2e étape du Tour de France 2017

#### Cyclistes célèbres
- Philippe Gilbert
- François Neuville
- Christophe Brandt
- Joseph Bruyère

### Football
À l'instar de bien d'autres endroits de par le monde, la Ville de Liège et sa région découvrirent le football en raison de la présence de nombreux cadres et ouvriers anglais qui contribuaient, depuis le milieu du XIXe siècle, à l'installation et au développement du bassin industriel liégeois.
La ville de Liège fut alors le berceau du football wallon puisque le premier club de football en Wallonie est le Football Club Liègeois fondé en 1892, c'est le quatrième plus vieux club de Belgique, il prend ses quartiers au Vélodrome du Parc de la Boverie mais s'installa réellement au Stade Vélodrome de Rocourt en 1921.
Le deuxième club de la cité ardente apparait peu de temps après, en 1898, il obtient alors le matricule 16 et se nomme le Standard FC, inspiré du club parisiens du Standard Athletic Club, populaire à l'époque.

#### Avant-guerre
Le Championnat belge fut créé en 1895, et avec sept participants c'est le Football Club Liègeois qui remporta la première édition et fut, dans les premières années, le seul club à pouvoir rivaliser face aux clubs bruxellois du Racing Club Bruxelles et de l'Union Saint-Gilloise qui dominèrent la compétition.
Par la suite cela ne dura pas puiqu'après avoir remporté les saisons 1895-1896, 1897-1898 et 1898-1899, le club fut relégué en division 2 et y évolua toujours juste avant l'entrée en guerre.

#### L'entre-guerre
Après la Première Guerre mondiale, les Sang & Marine évoluèrent en division 1 (division 2) et malgré une bref apparition en Division d’Honneur, le RFCL y resta et de plus, il ne réalisa pas de laborieux résultats puisqu'il finit par terminer en Division 3 en 1935.
C'est alors qu'un autre club de la ville de Liège fait parler de lui, le Royal Standard Club Liège, surnommé Les Rouches, réapparait en 1921, lui qui avait évolué cinq saisons auparavant de 1909 à 1914 revient parmi l'élite alors que quatre ans plus tard, un club de la banlieue liégeoise, le Royal Tilleur Football Club, le matricule 21, surnommé Les Métallos accède à la Division d'honneur et bien que les deux clubs ne soient pas des foudres de guerre étant donné que le Royal Tilleur Football Club fera plusieurs fois l'aller-retour et que les rouches ne réalisèrent pas de beaux résultats même s'il ne fut plus relégué depuis. 
Les faces à faces sont très animés, surtout lors de la saison 1930-1931 où un autre club de la banlieue liégeoise accède à l'élite, le Racing Football Club Montegnée mais celui-ci n'évolua que le temps d'une saison.
Les années passent et alors qu'en 1943, le RFC Liège évoluent en Division 3, il retrouve la Division d’Honneur en 1945 grâce à deux montées successives.

#### Après guerre, l'apogée du Standard

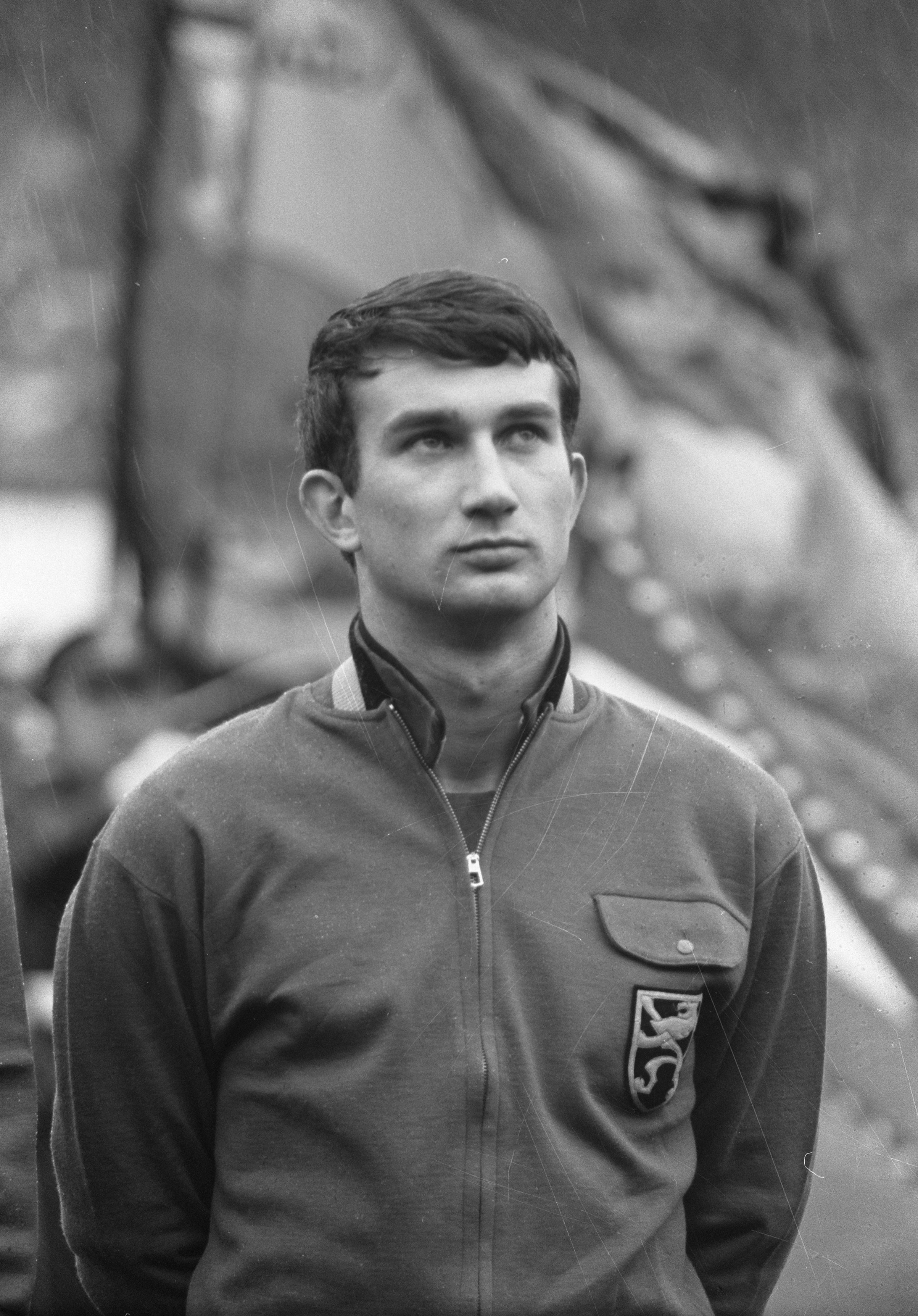
Roger Claessen, un des plus grands joueurs du Standard de Liège.

Dans les années 1950, le Royal Football Club Liégeois, le Royal Standard Club Liègeois et le Royal Tilleur Football Club évoluent tous trois dans l'élite du football belge, ce qui créa des rivalités, surtout entre le RFC Liège et le Standard où les matchs furent parfois très tendus, ces deux clubs se considèrent également comme des ennemis par excellence puisqu'ils revendiquèrent pendant longtemps d'être le premier club de Liège.Alors que les matchs du Standard de Liège face au R Tilleur FC seront plus amicaux étant donné que les stades des deux clubs sont situés à quelques kilomètres seulement, c'est pour cela que certains supporters quittèrent rapidement le stade du Standard dès le coup de sifflet final à 17h45, pour "filer" à Buraufosse, voir jouer Tilleur lorsque celui-ci jouait à 18h00 mais cette période se termina avec la relégation du club en division 2 en 1967.
Mais dans ces années 1950, c'est les Sang & Marine qui sont au devant de la scène puisqu'ils reviennent en puissance avec un quatrième titre de championnat en 1952, une cinquantaine d'années après le dernier, le club réalisa après le doublé en remportant leur cinquième sacre en 1953.
Puis ce fut au tour du Royal Standard Club Liègeois de se mettre au devant de la scène en remportant son premier sacre, la Coupe de Belgique de 1954 puis son premier sacre de championnat en 1958.
Entre les années 1960 et les années 1980, ce fut l'âge d'or du Standard de Liège où les mosans remportèrent en tout treize titres à savoir sept titres de championnat de Belgique mais aussi trois sacres de Coupe de Belgique, deux Supercoupes de Belgique ainsi qu'une Coupe de la Ligue pro, que remporta également le RFC Liège en 1986, le standard emmené par notamment deux célèbres joueurs, l'international belge Roger Claessen ainsi que l'international islandais Ásgeir Sigurvinsson.
Puis mise à part une Coupe de Belgique remporté en 1990 par le RFC Liège et en 1993 par le Standard de Liège, les clubs liégeois ne remportèrent plus aucun titre avant la fin du XXe siècle mais ce ne fut pas pour ça qu'aucun exploit ne fut réalisé. En effet, le Royal Standard de Liège, emmené par Eric Gerets ou encore Michel Preud'homme réalisa un superbe parcours en Coupe des coupes lors de la saison 1981-1982 puisque après avoir battu les Maltais du Floriana FC, les Hongrois du Vasas SC, les portugais du FC Porto puis les Soviétiques du FC Dinamo Tbilissi, les rouches se retrouvèrent pour la première fois en finale de la Coupe d'Europe où ils tombèrent contre le célèbre club espagnol, le FC Barcelone, dans un match disputé devant 80 000 spectateurs dans le Camp Nou, soit à domicile pour les catalans, les hommes de Raymond Goethals font pâles figures mais pourtant Vandersmissen ouvre la marque à la huitième minutes mais le FCB pousse et revient finalement grâce à goal de Simonsen dans les arrêts de jeux de la première mi temps alors qu'à la soixante troisième minutes, Quini marque un goal celant les espoirs des liégeois même si le RSCL réalisa par la suite de nombreuses tentatives de revenir au score, mais en vain de plus Walter Meeuws est exclu à la quatre-vingt-dixième minutes.
C'est alors que dans les années 1980 et 90, un autre club de la banlieue liégeoise fit son apparition, le Royal Football Club Seraing, le matricule 17.
Et donc tout comme dans les années 1960, c'est trois clubs liégeois qui évoluent dans le championnat belge où donc les derbys s’enchainèrent une nouvelle fois.

#### La fin des années 1990 et années 2000

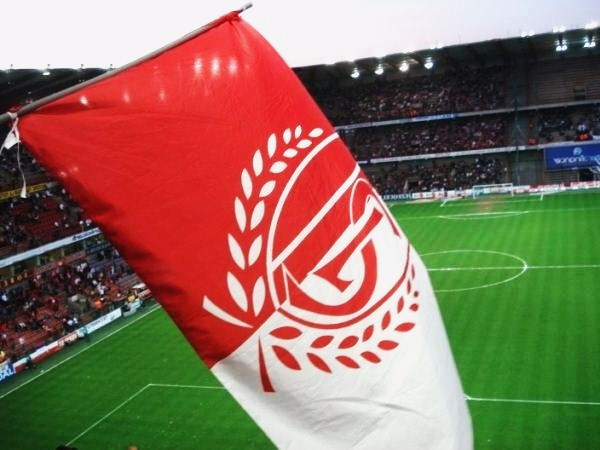
Drapeau du Standard flottant sur le stade de Sclessin en 2009.

Mais cette époque où plusieurs clubs liégeois évoluèrent en division 1 fut terminée dans les années 1990, à commencer par le RFC Liège qui fut relégué en 1995 en division 3 à cause d'un problème de licence où le célèbre matricule 4, au bord de la faillite dû fusionner avec un autre club, le Royal Football Club Tilleur-Saint-Nicolas. Celui-ci  avait précédemment fusionné avec le Royal Saint-Nicolas Football Club et évoluait également en division 3. Le club ainsi formé se nomma Royal Tilleur Football Club Liégeois (RTFCL) et évolua dès lors au Stade de Buraufosse, notamment à cause de la démolition du Stade Vélodrome de Rocourt pour la construction d'un cinéma, le nom du club redevint RFC Liège quand il déménagea au Stade du Pairay à Seraing.
Tandis que le Royal Football Club Seraing disparu également, il fut absorbé par le Standard de Liège en 1996.
Ce dernier revient en forme en remportant un neuvième titre vingt-cinq ans après le dernier, en 2008 et parvient à réaliser le doublé grâce à un dixième titre en 2009, ce qui lui permet d'orner son blason d'une étoile. Le club remporta également la Coupe de Belgique de 2010-2011.
Alors que par nostalgie, d'anciens supporters du Royal Football Club Seraing, achetèrent la Royal Union Liégeoise, le matricule 23 et le renomma Seraing Royal Union Liégeoise ou Seraing RUL. En 2006, il fut renommé Royal Football Club Seraing.
Alors qu'en 2014, Dominique D'Onofrio, ancien entraîneur du Standard de Liège, reconverti en directeur sportif du club français du Football Club de Metz, montant en Ligue 1, fut un des principaux responsables de l'investissement des français dans le club sérésiens mais ceux-ci ne se contente de ce club belge évoluant en première provinciale (division 5) puisque les dirigeants achetèrent le matricule 167 du club hainuyer du Royal Boussu Dour Borinage, club de division 2 qui avait une situation financière intenable puisqu'il fallut une somme de 300 000 euros pour assurer le sauvetage du matricule 167.
Alors que de l'autre côté de la Meuse, des nostalgiques rêvent aussi de revivre les grands jours du club phare de Tilleur.
C'est pour cela qu'en 2002, le Football Club Tilleur est fondé mais fusionne en 2003 avec le Cercle Sportif Saint-Gilles pour former le Royal Football Club Tilleur-Saint-Gilles, le matricule 2878.
Mais en 2014, ce matricule disparait puisqu'un accord entre le Royal Football Club Tilleur-Saint-Gilles et le Royal Football Club Cité Sport Grâce-Hollogne, club de promotion est trouvé et donc la formation du Royal Football Club Tilleur, le matricule 2913 qui revendique la succession historique du matricule 21.

#### Situation actuelle

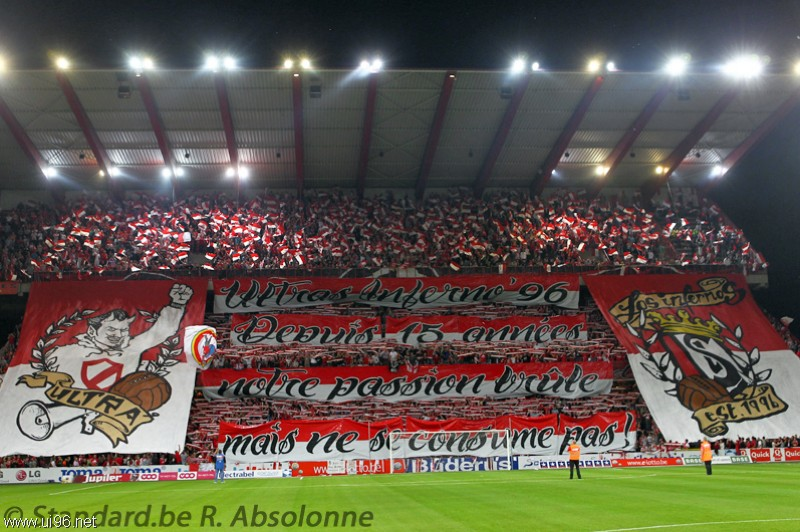
Tifo des Ultras Inferno '96, afin de fêter leurs 15 années d'existence.

En 2017, le Standard de Liège, le club plus prestigieux de Wallonie, disputera sa 100e saisons au plus haut niveau du football belge, la Division 1A et est un des plus sérieux candidat au titre de champion de Belgique, le club participe fréquemment en coupe d'Europe et compte un célèbre centre de formation où son passés des joueurs tels que Eliaquim Mangala, Axel Witsel, Marouane Fellaini, Nacer Chadli, Kevin Mirallas, Gianni Bruno, Michy Batshuayi ou encore Kenneth Omeruo.
Faute d'un autre club liégeois au plus haut niveau, et donc de derby, le Standard commence avec les confrontations face au Royal Charleroi Sporting Club, nommés derby wallon ou choc wallon, ces matchs sont très tendus au même titre que ceux face au RSC Anderlecht, où les rencontres sont nommées classico puisque les deux clubs sont les meilleurs ennemis par excellence où chaque rencontres frôlent le débordement. 
En Division 1 Amateur (division 3), évolue le RFC Seraing, en ce qui concerne le RFC Liège, il évolue en division 2 Amateur (division 4) alors que le RFC Tilleur, évolue en Division 3 Amateur (division 5) avec le FC Herstal.
À noter que du côté féminin, la section féminine du Standard de Liège, est le plus prestigieux club de Belgique avec 18 titres de Champion de Belgique, le club a joué de 2012 à 2015, dans un championnat belgo-néerlandais, appelée BeNe League où le Standard fut deux fois dauphin des néerlandais du FC Twente mais remporta son premier titre et le dernier de la compétition en 2015, puisque la compétition est abandonné.

#### Clubs
- Masculin
  - Royal Standard de Liège: (Division 1 A)
  - Royal Football Club de Liège : (Division 2 Amateur)
  - Royal Daring Club de Cointe-Liège : (Division 3 Amateur)
  - Union des Clubs Espanõls de Liège : Séries provinciales
  - Royale Union sportive Gold Star Liège : Séries provinciales
  - Football Club Bressoux : Séries provinciales
  - Football Club Jupille : Séries provinciales
  - Maison de la Culture Syriaque de Liège : Séries provinciales
  - Royal Football Club Croatia Wandre : Séries provinciales
  - Royal Jeunesse Sportive Chênée : Séries provinciales
  - Royal Cercle Sportif Sart-Tilman : Séries provinciales
  - Jeunesse Sportive Liège : Séries provinciales
  - Football Club Grivegnée : Séries provinciales
- Féminin
  - Standard de Liège (féminines) : Division 1
  - RFC Liège (féminines) : Division 3
  - Royal Cercle Sportif Sart-Tilman : Séries provinciales
  - Union des Clubs Espanõls de Liège : Séries provinciales
- Disparu
  - Royal Club Sportif Jeunesse de Grivegnée : disparu en 2008
  - Royal Jupille Football Club : disparu en 1992
  - Royale Union Liégeoise (avant R. FC Bressoux) disparu 1996
  - Gold Star Liège : disparu en 1953
  - Union Sportive Silencieuse Liégeois : disparu en ?
  - Arsenal Football Club Liège : disparu en ?
  - La Marmotte Football Club Liège : disparu en ?
  - Cercle Sportif Liégeois : disparu en ?
  - Coronmeuse Football Club Liège : disparu en ?
  - Racing Club Liégeois : disparu en ?
  - Patria Athletic Club Liège : disparu en ?

#### Palmarès de la Ville de Liège en football
- 15 titres de champions de Belgique (10 pour le Standard de Liège et 5 pour le RFC Liège )
- 9 coupes de Belgique (8 pour le Standard de Liège et 1 pour le RFC Liège )
- 2 coupes de la Ligue Pro (1 pour le Standard de Liège et 1 pour le RFC Liège)

#### Stades
- Stade de Sclessin (30 023 places)
- Stade de Rocourt en construction
- Stade Vélodrome de Rocourt (40 000 places) démoli en 1997

#### Événement
- Championnat d'Europe de football 1972 (match pour la troisième place)
- Finale de la Coupe de Belgique de football 1994
- Championnat d'Europe de football 2000 (trois matchs lors des phases de pools)
- Coupe d'Europe de football de plage 2003 (tous les matchs)
- Supercoupe de Belgique de football 1982 (Standard de Liège 2-3 KSV Waregem)
- Supercoupe de Belgique de football 1983 (Standard de Liège 1-1 (5-4) KSK Beveren)
- Supercoupe de Belgique de football 2008 (Standard de Liège 3-1 RSC Anderlecht)
- Supercoupe de Belgique de football 2009 (Standard de Liège 2-0 KRC Genk)

#### Footballeurs célèbres
- Éric Deflandre
- Michel Prud'homme
- Zakaria Bakkali
- Gianni Bruno
- Guillaume Gillet
- Jonathan Legear
- Jean Capelle
- Jean Nicolay
- Roger Claessen
- Robert Waseige
- Roger Henrotay
- Axel Witsel
- Jean-François Gillet
- Sébastien Pocognoli
- Régis Genaux
- Christian Piot
- Nacer Chadli
- Kevin Mirallas
- Marouane Fellaini
- Thomas Meunier
- Gilbert Bodart
- Jean-François Gillet
- Philippe Léonard

### Football américain
Les Liège Red Roosters furent fondés en 1986, ils étaient l'un des plus vieux clubs de Belgique, le club remporta une fois le championnat de Belgique en 1987.
Un deuxième club de l’agglomération né en 2001, Les Flémalle Flames devint son plus gros rival. Dès lors, les rencontres sont qualifiées de derby liégeois. 
Toutefois, en 2008, les deux rivaux décident de fusionner et deviennent les Liège Monarchs, représentant la cité ardente.

#### Clubs
- Liège Monarchs
- Liège Red Roosters disparu en 2008

### Futsal
Le Futsal est très populaire en Belgique ainsi qu'à Liège.
L'équipe la plus remarquable est sans doute l'ONU Liège qui réussit à remporter deux Coupes de Belgique en 1997 et en 1999 et une Coupe du Benelux, du temps où le club s'appelait ONU Seraing.

#### Clubs
- ABFS
  - Engiechu Liège (Division 2B)
  - Atlas Liège (Division 2B)
  - OM Liège (Division 3C)
  - ONU Liège (Division 3D)

### Handball

#### 1921-1958: Liège, berceau du handball belge
Liège est le berceau du handball belge, tout débuta en 1921 où ce club de gymnastique de l'Union beynoise décida d'aller disputer les Olympiades Ouvrières de Prague,.
La délégation liégeoise était emmener notamment par le professeur d'éducation physique Jules Devlieger lui-même accompagné du flémallois Joseph Demaret et du sérésien Clément Lambinon.
Là-bas, à Prague, Jules et ses camarades découvrirent un sport encore inexistant en Belgique, le handball qui était alors joué dehors, sur un terrain de football et à onze,.
Tous trois ce donnèrent la tâche d'importer ce sport en Province de Liège et donc en Belgique.
Demaret fonda l'Unie de Liège, le H.Villers 59 et l'OC Flémallois alors que Jules Devlieger importa ce sport directement dans le club de gymnastique.
Fondé donc en 1921, la section handball de l'Union beynoise, est porteur du matricule 3, et est aujourd'hui le plus anciens club du royaume encore existant.

### Hockey sur gazon
Le Hockey sur gazon est un sport très populaire en Belgique mais les clubs liégeois comme les clubs wallons ont toujours fait pâle figure face aux clubs bruxellois et flamands qui ont quant eux toujours dominé la Division d'honneur.
Le tout premier club liégeois apparaît en 1911, il s'agit du Hockey Club Liégeois, le HC Liège.
Le club est absorbé par le Royal Football Club de Liège en 1922, formant même un joueur, René Maillieux, qui fut sélectionné en équipe nationale avec laquelle, il participa aux Jeux olympiques de 1928.
En 1945, le club déménage à Sclessin et quitte le RFCL, puis un an après il rejoint Embourg et en 1956 il rejoint le Standard de Liège et s'installa au Sart Tilman, soit à côté de la section basket.
Mais, après l'Affaire Standard-Waterschei, soit en 1985, la direction du Standard de Liège met un terme a ses sections sauf sa section football qui vit alors les moments les plus sombres de son existence.
Mais ce n'est rien en comparaison avec les autres sections, les sections basket-ball et le hockey-sur-gazon son expulsé du site du Sart Tilman qui appartenait aux Standard.
Les sections rugby et Tennis son gérer de manière autonome et bien que « Standard » se trouve dans le nom de ces deux clubs, ils n'ont plus rien à voir avec le Standard de Liège.
Alors que la section basket s’exile à Andenne dans la Province de Namur, et prend le nom d' Andenne Basket, la section hockey-sur-gazon va tout simplement disparaître et d'anciens joueurs de cette section vont créer un nouveau club, Embourg Hockey Club.
Entre-temps, en 1968, les membres du RFCL TC, crée le RFCL Hockey Club qui prend le nom de Li Torè à la demande du RFCL, référence à la célèbre sculpture Li Tore, mais la section déménage de Rocourt pour aller à Wihogne.
C'est alors qu'en 1984, une dizaine de jeunes quittèrent Li Torè pour créer à Rocourt le nouveau « RFCL Hockey Club », appelé « Old Club », l'actuel section de Hockey-sur-gazon du club, Old Club de Liège Hockey.

#### Clubs
- Old Club de Liège Hockey
- Embourg Hockey Club
- Royal Standard Hockey Club disparu en 1985
- Li Torè disparu en ?

### Hockey sur glace

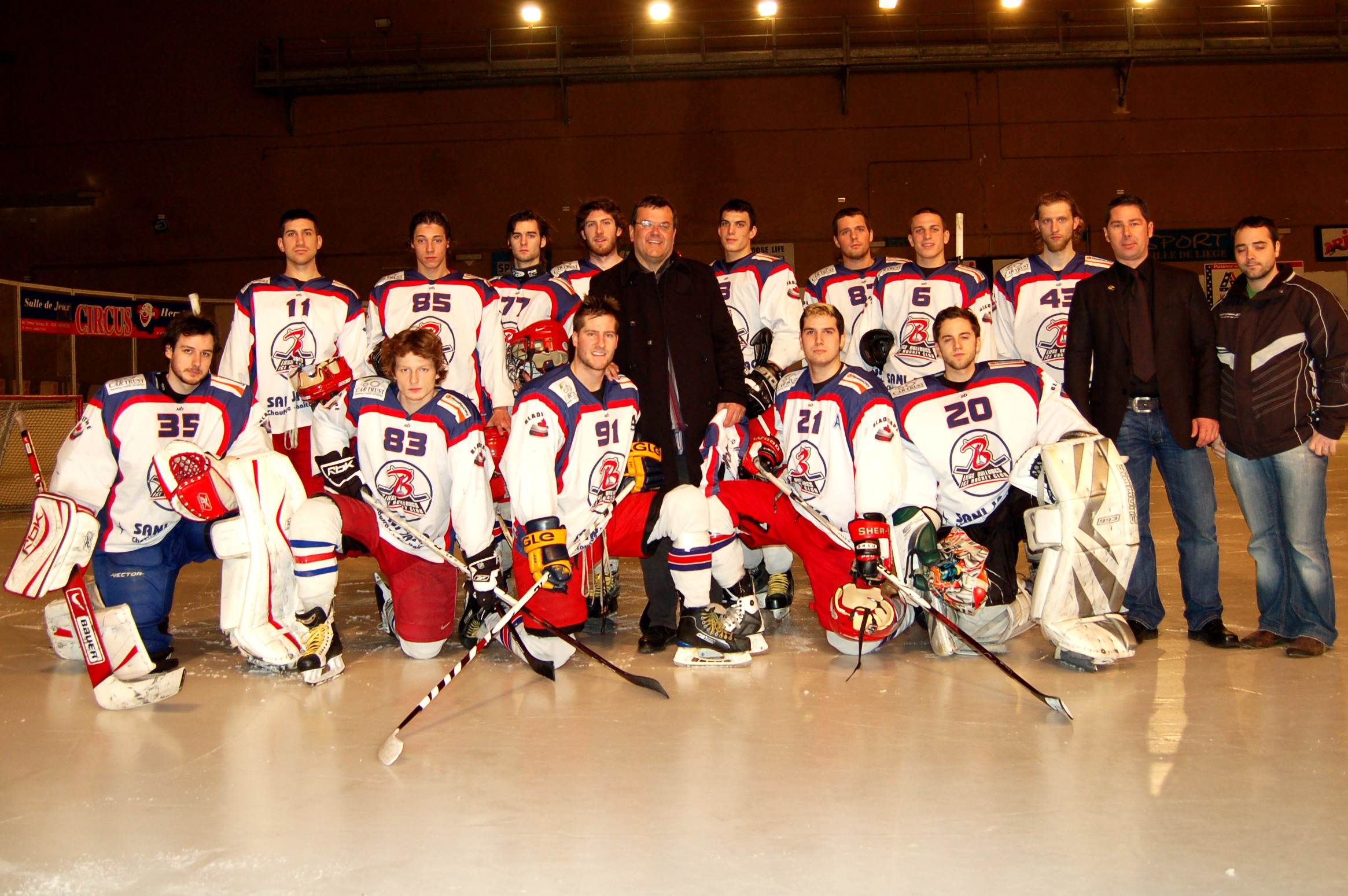
Équipe du Bulldogs de Liège durant la saison 2008-2009.

Le premier club liégeois apparaît en 1912, il s'agit du Liège IHC, il fut suivis dans les 20 par le Cramignon liégeois.
Mais c'est en 1939 que le hockey sur glace liégeois devient réellement important avec la création de la Patinoire de Coronmeuse où en plus du Liège IHC et du Cramignon vinrent se rajouter les clubs de l'Étoile du Sud, le Standard de Liège, la section du club omnisports et enfin le Cercle des Patineurs Liégeois, tous trois fondé en 1939.
Ce dernier, le CPL, devient l'un des plus importants et populaires dans les années 1960, à un point tel que, que ce soit dans la patinoire de Coronmeuse ou à l'extérieur, le CPL remplissait tous les stades. C'est lors de cette période que le CPL remporta ses 10 titres de champion.
Les gens venaient voir les spectaculaires hockeyeurs liégeois qui furent même renforcés par des hockeyeurs québécois.
Finalement, ce sport, comme beaucoup d’autres à l’époque[Quand ?] est devenu professionnel et le CPL n’a pu suivre financièrement.  
En 1988, le club fusionne avec les Liège Beavers, ce qui donnera le CPL Buffalo.
Par la suite, la section hockey club disparu.
C'est alors qu'en 1997, un autre club de la ville fut créé, les Bulldogs de Liège qui succèda au défunt club du Cercle des Patineurs Liégeois. 
Les Bulldogs parviennent à atteindre la Division d'Honneur en 2007.
Évoluant à la patinoire de Coronmeuse, le club ne montre pas de bons résultats et l'état de la patinoire les obligèrent à déménager à la patinoire de Maaseik.
C'est alors qu'en 2012, le club déménagea à la Patinoire de Liège du complexe Médiacité.
Comme d'autres équipe de hockey-sur-glace tels que les Grizzly hockey, le seul club belge de hockey féminin ou les Funny Ice pour le hockey sur glace de loisir ou encore les Sledge Hockey, club pour personnes à mobilité réduite.
Ce changement fut des plus importants pour les Bulldogs de Liège qui décrochèrent leur tout premier titre et est en 2015, le seul représentant francophone à la toute nouvelle BeNe League

#### Clubs
- Bulldogs de Liège (BeNe league)

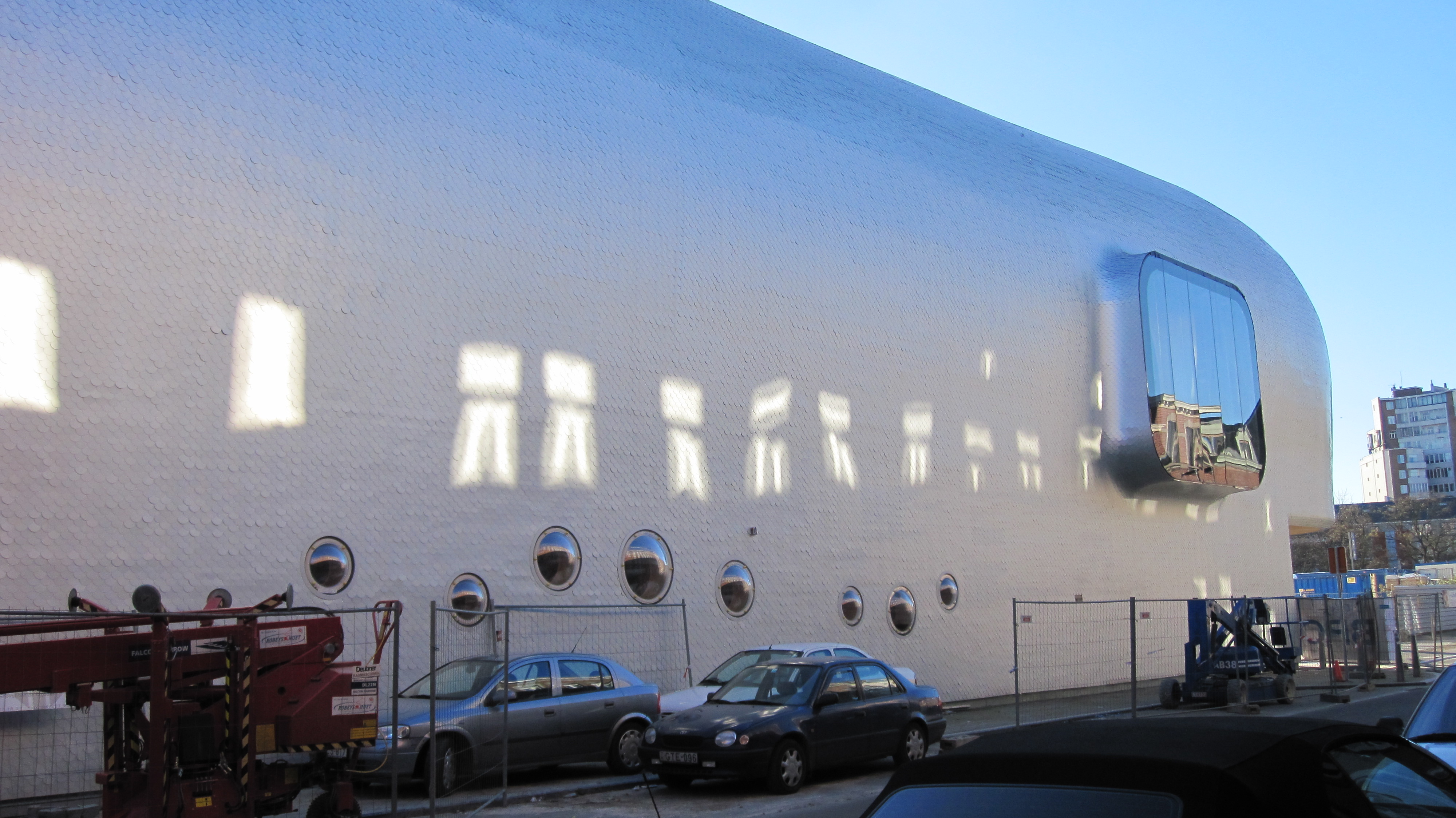
Patinoire de Liège situé à la Médiacité

- Liège Buffalos (équipe B des Bulldogs de Liège qui évolue en Division 1 belge)
- Grizzly hockey (Seul club féminin inscrit en championnat)
- Funny Ice (Loisir)
- Sledge Hockey (Handisport)
- Cercle des Patineurs Liégeois
- Standard de Liège
- Liège IHC
- Étoile du Sud
- Cramignon liégeois
- Liège Beavers

### Palmarès de la Ville de Liège en hockey-sur glace
- 15 titres de champions de Belgique dans la plus haute ligue 
  - 10 pour le Cercle des Patineurs Liégeois : 1949, 1955, 1960, 1961, 1963, 1964, 1965, 1972, 1973 et 1974
  - 5 pour les Bulldogs de Liège : 2014, 2022, 2023, 2024, 2025
- 5 coupes de Belgique (Bulldogs de Liège) : 2014, 2018, 2022, 2023, 2025
- 1 coupe Inter-régions  (Bulldogs de Liège) : 2023
- 2 titres de champions de Beneleague/CEHL : (Bulldogs de Liège) : 2023, 2024
- 3 titres de champions de Belgique chez les juniors : (Bulldogs de Liège) : 2018 (U19), 2023 (U14), 2025 (U18)

### Patinoire
- Patinoire de Liège

#### Disparu
- Patinoire de Coromeuse

#### Événements
- Championnat du monde de hockey sur glace 1952
- 2e du premier tour de la Coupe D'Europe des Clubs Champions (Continental Cup) 2023 en septembre 2022 à Istanbul (Turquie)
- Vainqueur du premier tour de la Coupe D'Europe des Clubs Champions (Continental Cup) 2024 en septembre 2023 à Jaca (Espagne)
- 4e du deuxième tour de la Coupe D'Europe des Clubs Champions (Continental Cup) 2024 en octobre 2023 à Jelgava (Lettonie)
- 2e du premier tour de la Coupe D'Europe des Clubs Champions (Continental Cup) 2025 en septembre 2024 à Sofia (Bulgarie)
- Premier tour de la Coupe D'Europe des Clubs Champions (Continental Cup) 2026 (pas encore défini)

### Rugby
Les clubs liégeois restèrent dans l'ombre de ce sport qui à l'époque a été très vite dominées par les clubs bruxellois du RSCA-Rugby, section du Royal Sporting Club Anderlecht, du Racing de Bruxelles ainsi que du ASUB Waterloo et quelques autres clubs de cette région, le premier club liégeois à remporter cette compétition fut le Coq Mosan, qui après l'avoir remporté en 1975, le remporta trois années de suite montrant ainsi sa place au sein de l'élite.
Le club liégeois le remporta en tout six fois ainsi que quatre coupe de Belgique.
Par après aucun autres clubs de la cité ardente remporta le fameux titre de champion mais bien de l’agglomération liégeoise puisque le RC Visé fut champion de Belgique en 2000 et remporta la coupe nationale cette même année.
Actuellement seul le Royal Football Club liégeois rugby évolue en division 1 alors que les deux seuls clubs liégeois ayant remporté le titre de champion: le Rugby Club Visé et le Coq Mosan évoluent tous deux en division 2.
On peut noter que le Royal Standard de Liège, possède une section rugby, le Standard rugby club Chaudfontaine qui par le passé c'est bien défendu.
Alors qu'en dames, le Coq Mosan est au plus haut niveau.

#### Club
- Coq Mosan
- Rugby Club Visé
- Royal Football Club liégeois rugby
- Standard rugby club Chaudfontaine

### Stades
- Complexe de Naimette-Xhovémont (5 500 places)
- Stade de la Cité de l'Oie (5 460 places)
- Stade sportif "Air Pur"
- Longchamps

### Autres sports
- Athlétisme

La section d'athlétisme du Royal Football Club de Liège voir (Royal Football Club de Liège Athlétisme) est le seul club de Liège.
Club réputé en Belgique, il fut champion de Belgique d'interclubs à 31 reprises et est le club le plus titré, c'est aussi le club d'importants athlètes tels que Mohammed Mourhit, François Gourmet Antoine Gillet et des médaillés olympiques, Karel Lismont et Nafissatou Thiam.
- - Royal Football Club de Liège Athlétisme
- Aviron

À Liège, l'aviron se pratique sur la Meuse ou sur l'Ourthe.
Il existe trois clubs à Liège, le RCAE Aviron (anciennement Royal Cercle athlétique des étudiants) du Service des Sports de l'université de Liège, le Royal Sport Nautique de la Meuse (RSNM) et la Société Royale Union Nautique de Liège (UNL).
On peut également citer le Centre Nautique de Visé (CNV) qui se situe donc à Visé.
- - Royal Cercle Athlétique des Étudiants Liège (RCAE)
  - Royal Sport Nautique de la Meuse (RSNM)
  - Société Royale Union Nautique de Liège (UNL)
- Baseball
  - Liège Rebel Foxes
- Boxe

On trouve bon nombre de grands boxeurs liégeois tels que Joseph Cornelis qui réussit à atteindre les quarts de finale des Jeux olympiques de 1936, Jean Delarge remporta quant à lui la médaille d'or aux Jeux olympiques d'été de 1924 de Paris.
Ermano Fegatilli remporte le titre de champion d'Europe des poids super-plumes de l'European Boxing Union respectivement en 2007 et en 2011, on peut aussi citer Stéphane Jamoye.
- Football de plage

Le LSA Chaudfontaine et le BS Liège sont les deux clubs principautaires au sein du championnat de Belgique.
- Golf

Le golf fait partie des activités que l'on peut pratiquer à Liège puisqu'il y a un parcours situé au Sart-Tilman, le Royal Golf Club du Sart-Tilman, un parcours de golf dessiné en 1939 par le britannique Tom Simpson, ce parcours fait 6 000 m et a 18 trous.
Mais ce n'est pas le seul parcours de golf à Liège puisque l'on peut également trouver le Golf de Bernalmont, parcours plus modeste avec 9 trous.
- Gymnastique

La Fédération internationale de gymnastique a été créée le 23 juillet 1881 à Liège par Nicolaas Cupérus.  
Le siège de la FIG a plusieurs fois changé de lieu au cours de son histoire1: après avoir siégé à Liège puis à Prague, la FIG s'est installé en Suisse après la Seconde Guerre mondiale, d'abord à Genève, avant d'ouvrir un secrétariat permanent àLyss en 1973, puis de déménager à Moutier en 1991 et enfin à Lausanne à partir de juillet 20082. Elle devient alors la 36e institution sportive internationale à siéger auprès du Comité international olympique 
- Judo

On trouve bon nombre de grands judoka liégeois tels que Frédéric Georgery, quatre fois premiers au Championnat de Belgique de judo ou encore les judokates Nicole Flagothier qui remporta huit titres de championne de Belgique et Charline Van Snick qui remporta à quant à elle un beau palmarès avec notamment une médaille de bronze en Moins de 48 kg femmes.
- Lutte

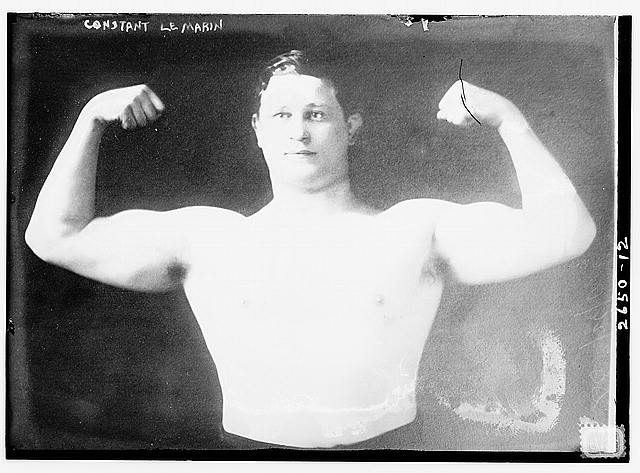
Constant le Marin

Liège est le berceau du grands lutteur Constant le Marin aujourd'hui décédé en 1965, ce lutteur remporta plusieurs compétitions internationales de lutte gréco-romaine et fut quatre fois champion du monde.
- Natation

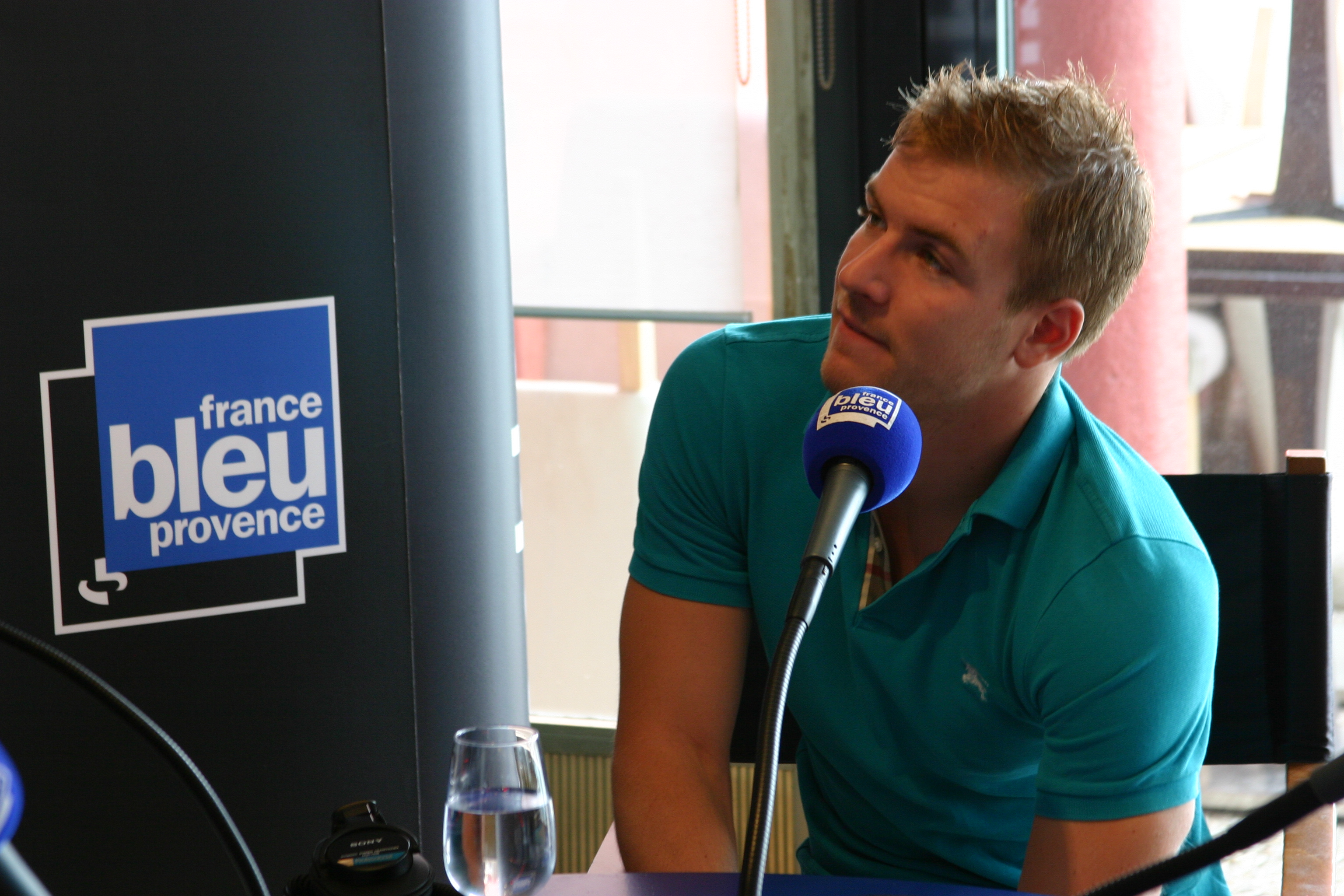
Yoris Grandjean

Liège est le lieu de naissance de grands nageurs tels qu'Isabelle Arnould qui a établi plusieurs records de Belgique en nage libre, en petit et en grand bassin.
Ou encore Yoris Grandjean deux fois Champion d'Europe en petit bassin ainsi que deux fois Champion du monde juniors.
Sans oublier Sébastien Xhrouet une référence dans le monde de la natation handisport puisqu'il fut trois fois médaillé d'argent aux Jeux paralympiques et une médaillé d'or au championnat du monde en 1994 puisqu'il bat le record du monde de 200 m 4 nages avec un temps de 3.01.44, il bat également plusieurs records de Belgique, en 400 m nage libre (5.12.72) et en 100 m nage libre (1.09.27).
- Tennis

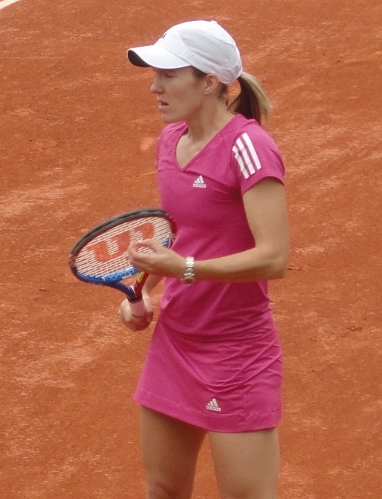
Justine Henin, pendant Roland-Garros 2010

On trouve de grands tennisman et tenniswoman qui on parfois marqué la nation comme Justine Henin qui remporta trois des quatre Grand Chelem, celui d'Australie, une fois, quatre fois Roland-Garros et deux fois l'US Open alors que pour Wimbledon, Justine échoua deux fois en finale.
À noter qu'elle décrocha une médaille d'or aux Jeux d'Athènes.
On peut aussi citer Steve Darcis et David Goffin.
- - Royal Football Club de Liège
  - Royal Tennis Club de Liège
  - Standard Tennis Club
- Tennis de table

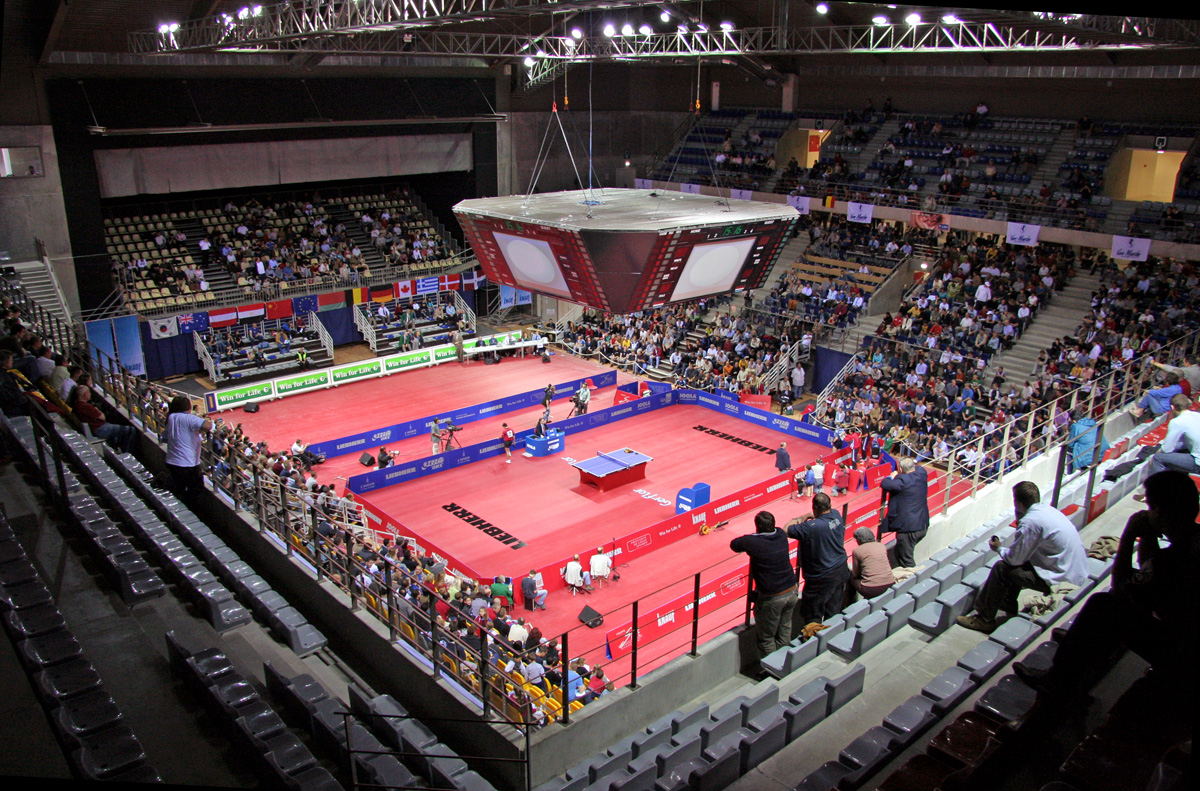
Coupe du monde de tennis de table en 2005 disputé au Country Hall (qui est aussi la salle du Liège Basket)

À Liège quand l'on évoque ce sport, on pense tout de suite à Jean-Michel Saive qui fut un des plus grands pongistes en Europe.
Il remporta trois médailles aux Championnats d'Europe, deux en argent et une en or ainsi qu'une médaille d'argent aux Championnats du monde.
On peut également citer son frère Philippe Saive.
- Ultimate frisbee

Ouftimate est la première équipe d'ultimate frisbee à Liège, né en 2012. Aujourd'hui le club compte une 40aine de joueurs d'âge, sexe et niveau différents. Le club s'entraîne principalement à Sclessin sur les terrains de foot de l'AsC Marocaine.
- Sports universitaires (RCAE)

Le Royal Cercle Athlétique des Étudiants Liège (RCAE) donne l'occasion aux étudiants liégeois de pratiquer près de 70 sports individuels et collectifs. Ces derniers se pratiquent essentiellement au Centre sportif du Blanc Gravier au Sart-Tilman. Aujourd'hui le RCAE compte près de 5 600 membres.